# Dach überm Kopf (Verein)
Die Non-Profit-Organisation Dach überm Kopf wurde am 24. April 2001 als „Dach überm Kopf – Unterstützungsverein für die Errichtung von Gebäuden in Entwicklungsländern“ gegründet. Die Organisation ist nach § 4a Abs. 1 EStG als spendenbegünstigte Einrichtung staatlich in Österreich anerkannt und unter der Registrierungsnummer SO1580 registriert.

## Geschichte

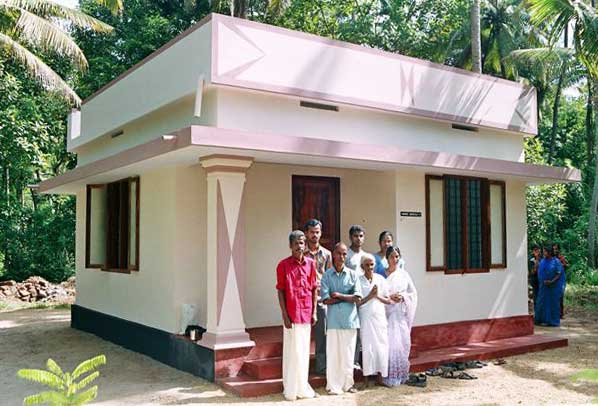
Von Dach überm Kopf gebautes Haus

Die Organisation hat laut eigener Angabe seit Gründung bis Ende 2019 über 1800 Häuser für Menschen gebaut, die auf Straßen oder in Hütten lebten und mit durchschnittlich 6 Personen in einem Haus kann für rund 10.000 Menschen ein stabiles Wohnen gewährleistet werden. Zusätzlich unterstützt Dach überm Kopf über 40 Kinder in zwei Waisenheimen und ermöglicht diesen Mädchen, neben stabilem Wohnen, auch eine Schulausbildung als Zukunftsvorsorge, sowie die Deckung täglicher Grundbedürfnisse und Nahrung. Weiters betreibt Dach überm Kopf vier Näh- und Stickereienzentren, eine Hostienbäckerei und eine Druckerei, in denen über 150 Frauen Arbeit finden und den Lebensunterhalt für ihre Familien verdienen.

## Aktivitäten
Mit einer Spende von 3.600 Euro kann die Organisation, laut eigenen Angaben, ein komplettes Haus für eine unterkunftslose Familie mit bis zu 6 Personen errichten. Die Personen dürfen diese Unterkunft allerdings nur beziehen, wenn sie und ihre Angehörigen u. a. bei der Errichtung des Hauses helfen und einen Großteil der Arbeitsleistung übernehmen.
Jährlich veranstaltet Dach überm Kopf eine Filmpräsentation, die die gesamte Arbeit der Organisation im jeweiligen Jahr zeigt. Neben Projektfortschritten wird auch auf das soziale Leben der Einheimischen eingegangen. Schwerpunkt der jährlichen Filmpräsentation ist die Reise von Varghese Thaniyath nach Indien, bei der die neu gebauten Häuser eingeweiht werden.

## Rückschläge

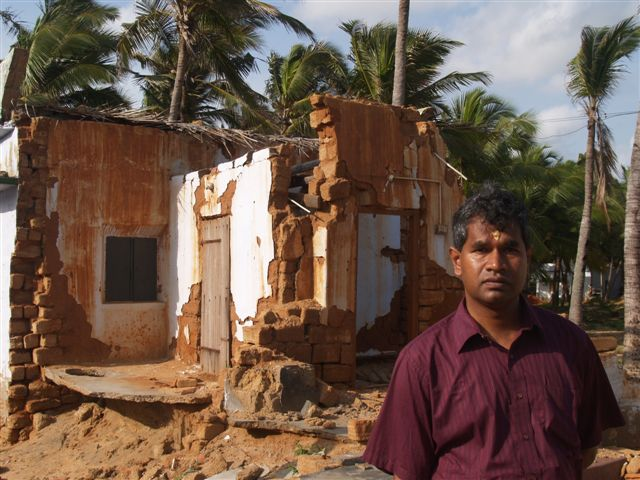
Durch Tsunami zerstörtes Haus

Der Tsunami im Dezember 2004 zerstörte viele Hütten und auch einige der erbauten Unterkünfte von Dach überm Kopf.